# Rolf Johansson (zapaśnik)
Rolf Göran Johansson (ur. 17 października 1929 w Uddevalli, zm. 13 kwietnia 2004 tamże) – szwedzki zapaśnik walczący w stylu wolnym. Olimpijczyk z Helsinek 1952, gdzie zajął czternaste miejsce w kategorii do 52 kg.

## Letnie Igrzyska Olimpijskie 1952
| Konkurencja      | Rundy eliminacyjne   | Rundy eliminacyjne | Klas. końcowa |
| Konkurencja      | Przeciwnik I         | Przeciwnik II      | Miejsce       |
| ---------------- | -------------------- | ------------------ | ------------- |
| 52 kg styl wolny | Yūshū Kitano (JPN) P | Hugh Peery (USA) P | 14.           |